# Tempelstaden i Karnak
Tempelstaden i Karnak eller Karnak är det tempelkomplex i Egypten  som en gång var en del av den antika huvudstaden Thebe. Den ligger omkring 3 km norr om Luxortemplet. Karnak är också namnet på en närbelägen by.
Karnak var huvudtemplet för Amonkulten, men även andra gudar och gudinnor tillbads där.
Under många århundraden var templet i Karnak det antika Egyptens huvudsakliga religiösa centrum. Varje farao gjorde sina tillbyggnader eller förändringar. Den äldsta byggnaden i Karnak är det "Vita kapellet" som också har den äldsta bevarade förteckningen över nomoi (forntida län). Det revs senare för att ingå i det stora Amontemplet i Karnak.
Amontemplet, uppfört av Thotmes III omkring 1475 f.Kr. är ett av forntidens mäktigaste byggnadsverk. Det är 105 meter långt och 53 meter brett och täcker därmed en areal på över 5 000 kvadratmeter. Taket har burits upp av 134 pelare i 16 rader. Yttermuren pryds av reliefer som förhärligar Seti I:s och Ramses II:s segrar. Söder om huvudtemplet anlades en helig sjö, vars symbol som "urhav" förstärktes av den jätteskarabé som Amenhotep III lät placera där.
Längre söderut, förbundet med Amontemplet genom en sfinxallé uppfördes omkring 1400 f.Kr. av Amenhotep III ett tempel helgat åt gudinnan Mut. En hästskoformad sjö som anlades intill templet symoliserar troligen världens livmoder. Templets förgårdar fylldes av närmare 600 statyer av Mut. Norr därom ligger ett av Amenhotep uppfört tempel åt guden Monthu och ett närliggande tempel helgat åt Ptah och byggt av Shabako omkring 700 f.Kr. Monthu- och Ptah-templen tillbyggdes av Ptolemaierna.

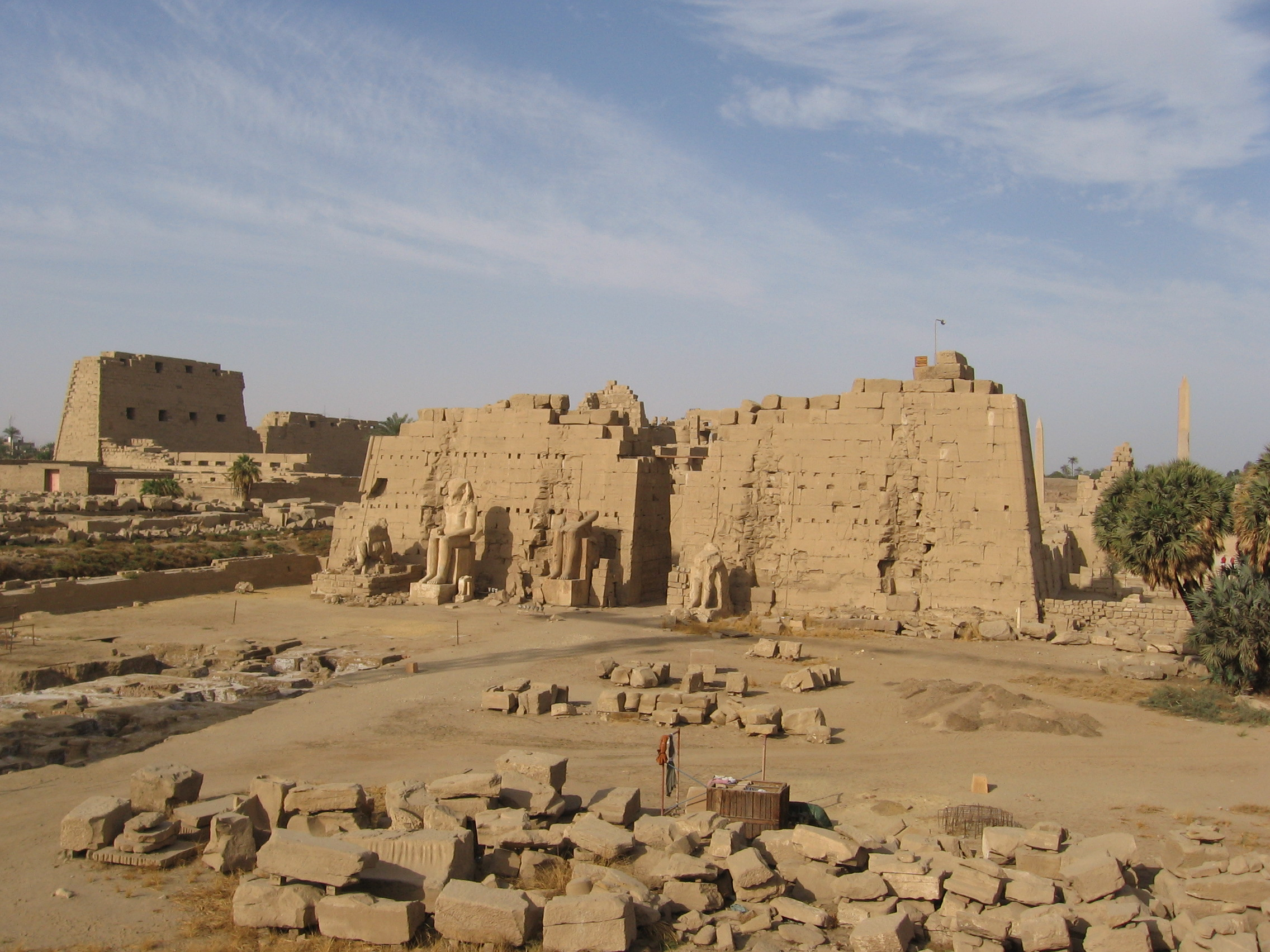
Ett av Karnaks sidotempel
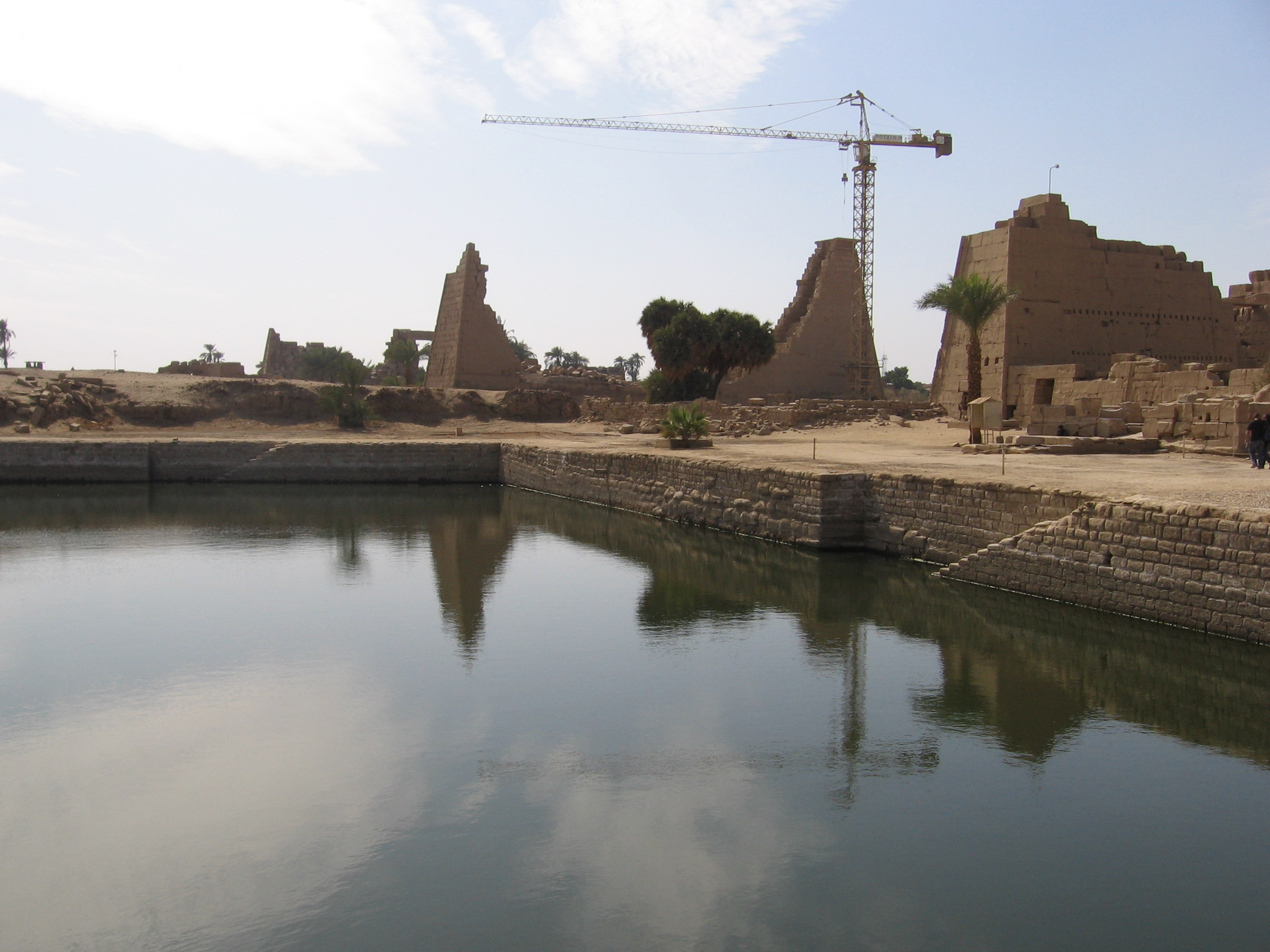
Bassäng för heligt bad av gud i Karnak
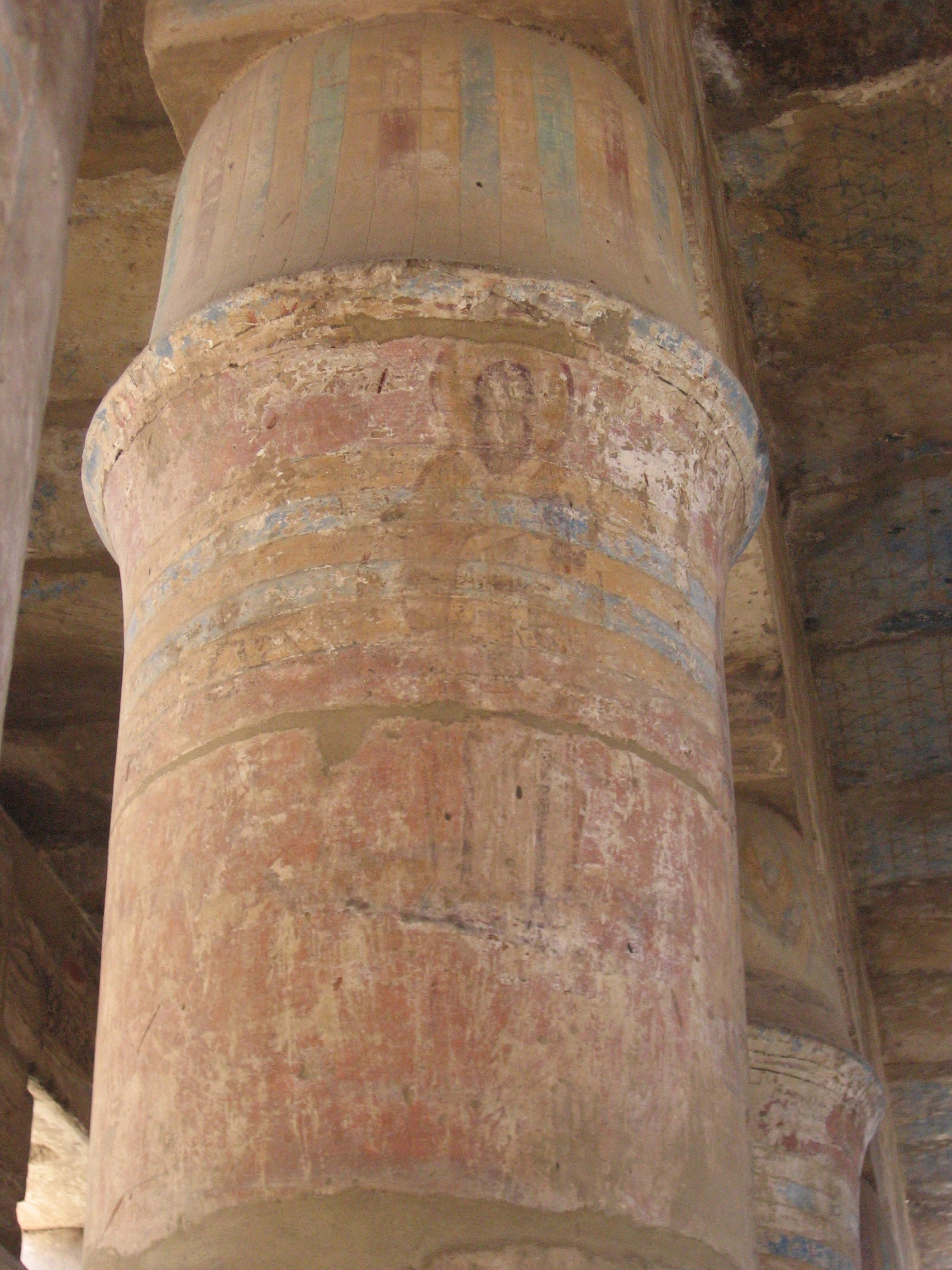
Avbild av Jesus på en pelare i Karnaktemplet
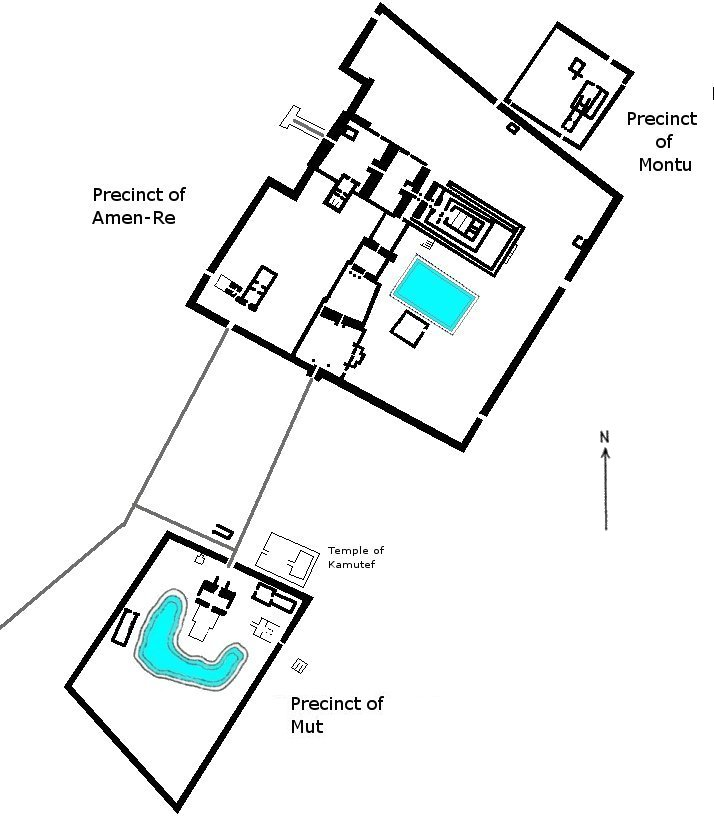
Karta över Karnak